# Domingo Bordaberry
Domingo Ricardo Bordaberry Elizondo (1889 - 1952) fue un abogado, empresario rural y periodístico y dirigente político uruguayo; perteneciente al Partido Colorado.

## Familia
Hijo del inmigrante vasco francés Santiago Bordaberry y de Isabel Elizondo. Casado con Elisa Arocena Folle, fue padre de cuatro hijos: Domingo, Luis Ignacio, Juan María y Elisa.

## Carrera
Graduado como abogado en la Universidad de la República.
Actuó en política en el seno del sector Riverismo, llegando a Senador. Se destacó por su férrea postura antibatllista. En su actuación parlamentaria cabe mencionar que impulsó la ley 10.008 sobre cooperativas agrarias limitadas, que fue sancionada en 1941. Fue fundador, además, del Instituto de Investigación Animal y Lanera 1937, donde se practicó la inseminación artificial por primera vez en Uruguay. Fue el autor de la primera ley de beneficios para el trabajador rural, conocida como Estatuto del Trabajador Rural en 1941.
Integró la dirigencia de Asociación Rural del Uruguay y de la Federación Rural del Uruguay, siendo uno de los fundadores de esta última. Fundador de la Liga Federal de Acción Ruralista, que presidió hasta su fallecimiento. 
Domingo Bordaberry incursionó en el ámbito periodístico. Fue propietario de los periódicos El Pueblo y Diario Rural; en sus páginas escribió Benito Nardone, "Chico-Tazo", que llegaría así a un amplio público en el interior. Bordaberry fue además copropietario de CX 4 Radio Rural, desde cuyos micrófonos "Chico-Tazo" forjó y proyectó su personalidad gremial y política.